# Konrad-Adenauer-Stiftung

La Konrad-Adenauer-Stiftung (in italiano Fondazione Konrad Adenauer) è un think-tank politico tedesco vicino all'Unione Cristiano Democratica (CDU), e quindi a ispirazione democratico-cristiana, che prende il nome da Konrad Adenauer, cancelliere federale dal 1949 al 1963 e leader della CDU dal 1950 al 1966.
La fondazione si occupa di formazione politica, ricerche sociopolitiche, elargisce borse di studio, studia la storia del cristianesimo democratico e sostiene l'unificazione europea, la collaborazione internazionale e lo sviluppo di politiche di cooperazione. Il budget annuale della fondazione è dell'ordine dei 100 milioni di euro.
La fondazione è attiva anche oltre i confini tedeschi.
Conferisce annualmente il premio letterario Literaturpreis der Konrad-Adenauer-Stiftung.